# Площадь Революции (Ржев)
Пло́щадь Револю́ции (бывшая Конная площадь) — одна из площадей города Ржева Тверской области. Располагается при въезде в город со стороны Твери. Место переплетения трёх дорог: Ленинградского шоссе (на Осташков), улицы Головни (на Тверь) и улицы Ленина (направленной на Москву).
Площадь имеет прямоугольную форму, вытянута с юга на север и зажата в углу между улицей Ленина и Ленинградским шоссе.
В центре площади расположен большой девятиструйный фонтан, позади фонтана сквер, впереди (в северной части), создающий главную композицию площади, памятник «Три головы».
Памятник удачно вписывается в исторически сложившийся ансамбль площади и ориентирует её на развилку дорог. По краям памятника лестничные проёмы и клумбы. Вся площадь разбита аллеями.
По сторонам площади четырёхэтажные жилые дома довоенной и послевоенной постройки. На первых этажах домов размещены магазины и предприятия бытового обслуживания.
Северо-восточнее площади, через дорогу, расположен крупнейший крытый рынок Ржева — «Центральный». Рынок многопрофильный: колхозный, вещевой, продовольственный и мясной.
По выходным на площади многолюдно, пространство рынка тесно заполнено людьми.

## История и происхождение названия
Площадь была образована в 1777 году, по утверждённому Екатериной II генеральному плану восстановления города после большого пожара и вплоть до 1920-х годов называлась Конной, и не случайно. По воскресным и ярмарочным дням площадь заполнялась окрестными крестьянами, возами и лошадьми разных пород — от ломовых до рысаков, предназначенных для продажи господам из соседних поместий.
При советской власти Конную переименовали в площадь Революции. Название такое дали в честь победы Великой Октябрьской социалистической революции в 1917 году. Площадь формировалась изначально в революционном духе, однако памятник, как и фонтан, появились на площади лишь в 1987 году.

## Достопримечательности

Мемориальная доска с тыльной стороны постамента памятника революционерам

- Сама площадь является ярким украшением города. В праздничные дни на площади проводятся торжественные мероприятия, 7 ноября, коммунисты города традиционно проводят здесь (и на Советской площади) митинги и демонстрации.

- Украшением площади является памятник революционерам, называемый в народе «Три головы».

Памятник посвящён делегатам II Всероссийского съезда Советов от города Ржева: К. Г. Жигунову, И. Х. Бодякшину и Ш. С. Иоффе (на самом деле среди делегатов был ещё Михаил Орлов, однако о нём памятник умалчивает).
Открытие памятника состоялось 7 ноября 1987 года, в канун 70-летия Великого Октября.
Памятник представляет собой квадратную платформу, на которой установлены три стоящие рядом друг с другом постамента с бюстами. На постаментах закреплены развивающиеся бронзовые ленты и табличка с надписью «Да здравствуетъ революция рабочихъ, солдатъ и крестьянъ». По бокам платформы имеются лестничные спуски, по углам расставлены клумбы украшенные изображением «серпа и молота». Позади памятника размещена мемориальная доска.
Памятник сооружён методом народной стройки при активном участии коллективов ржевских предприятий.
- Ещё одно украшение площади — это большой фонтан, расположенный в самом центре площади. Восемь струй фонтана бьют в сторону центра, а одна по центру, самая сильная, бьёт вверх. В жаркий день фонтан спасает от летнего зноя, из-за чего площадь является излюбленным местом прогулок ржевитян и гостей города.

Позади фонтана (с юга) высажен сквер. Площадь вдоль и по диагоналям разбита аллеями. По сторонам главной аллеи установлены декорированные под старину фонари, лавки и урны.

Мемориальная доска на доме рядом с которым погиб Н. С. Головня

- С севера (за Ленинградским шоссе) к площади примыкают четырёхэтажные «Калининские дома», построенные в 1936 году в стиле Советского монументального классицизма. Дома предназначались для работников управления Калининской железной дороги, располагавшегося до 1953 года во Ржеве, поэтому и получили название «Калининские».

Во время Великой Отечественной войны, летом-осенью 1942 года, за дома велись кровопролитные бои. В одном из таких боёв погиб старший сержант Никита Головня, закрывший собой амбразуру вражеского дзота. Теперь его имя носит улица к которой относится один из «Калининских домов», тот, рядом с которым он погиб. Об этом факте повествует мемориальная доска на доме.
Сегодня «Калининские дома» считаются одними из красивейших в городе.

## Транспорт
Вдоль площади пролегают маршруты городских автобусов №: 1, 5, 7, 8, 9, 10, 10а, 13, 33

## Смежные улицы
- Улица Ленина
- Ленинградское шоссе
- Улица Никиты Головни